# Maloja Palace
Le Maloja Palace  est un hôtel situé à 15 km de Saint-Moritz, dans le canton des Grisons entre l'Engadine et la vallée Bregaglia, en Suisse.

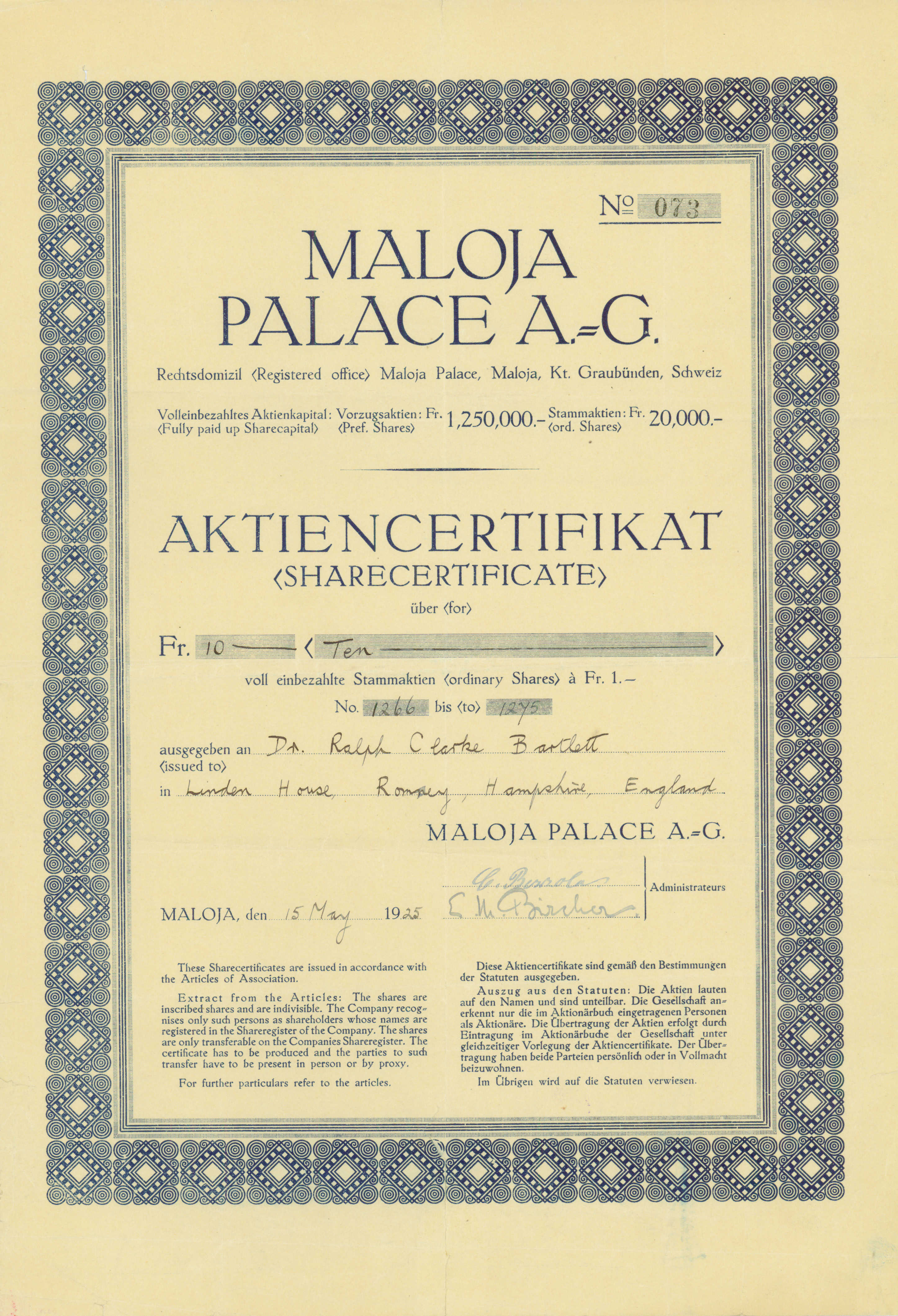
Action de la Maloja Palace AG en date du 15 mai 1925

## Histoire
L'hôtel a été construit entre 1882 et 1884 pour le comte Camille de Renesse-Breidbach (9 juillet 1836 - 12 juin 1904) suivant les plans des architectes belges Kuoni et Jules Rau dans un style néo-renaissance, et a été ouvert le 1er juillet 1884,.
À l'époque, le bâtiment avait cinq étages avec 300 chambres et environ 450 lits ainsi que 20 salles ouvertes au public pour manger ou danser. Le Maloja Palace disposait également d'un terrain de golf à neuf trous, de deux courts de tennis et d'un quai pour des bateaux à voile et à rame.
L'établissement fait faillite cinq mois seulement après son ouverture, à la suite d'une épidémie de choléra en Italie voisine. Il ouvre ensuite à nouveau sous la direction de divers propriétaires jusqu'en 1934 avant d'être utilisé par l'armée suisse qui y a tenu des cours.
Dès 1962, l'hôtel devient propriété de l'entreprise AG Maloja, où la compagnie d'assurance de santé belge Mutualité chrétienne avait une participation majoritaire ; il est alors utilisé comme entrepôt, et comme maison de vacances pour enfants et groupes de jeunes principalement belges, partant en classe de neige.
En janvier 2006, l'entrepreneur italien Amedeo Clavarino achète l'hôtel et après d'importants travaux de rénovation, ouvre le Maloja Palace en 2009 comme hôtel quatre étoiles avec 50 suites et 130 chambres, un centre de bien-être, une salle de bal et des salles à manger pour 700 personnes.
Chaque hiver, le marathon de l'Engadine commence devant l'hôtel qui est inscrit comme bien culturel d'importance régionale.

## Galerie

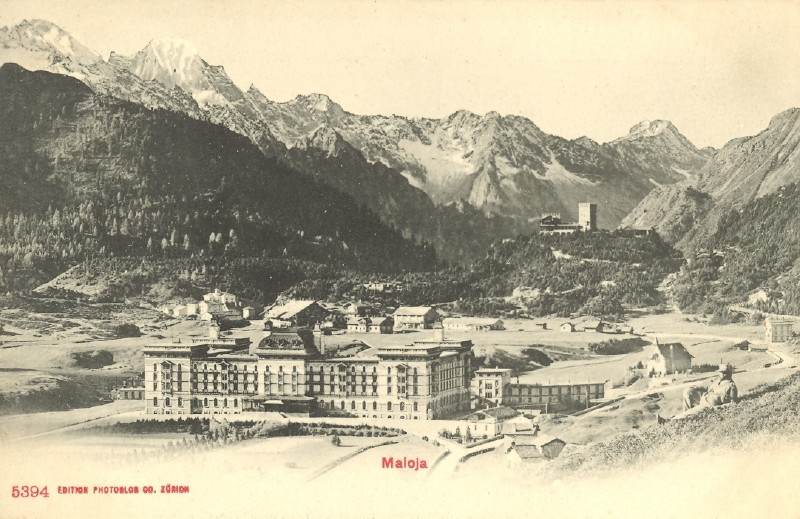
Maloja Palace 1890
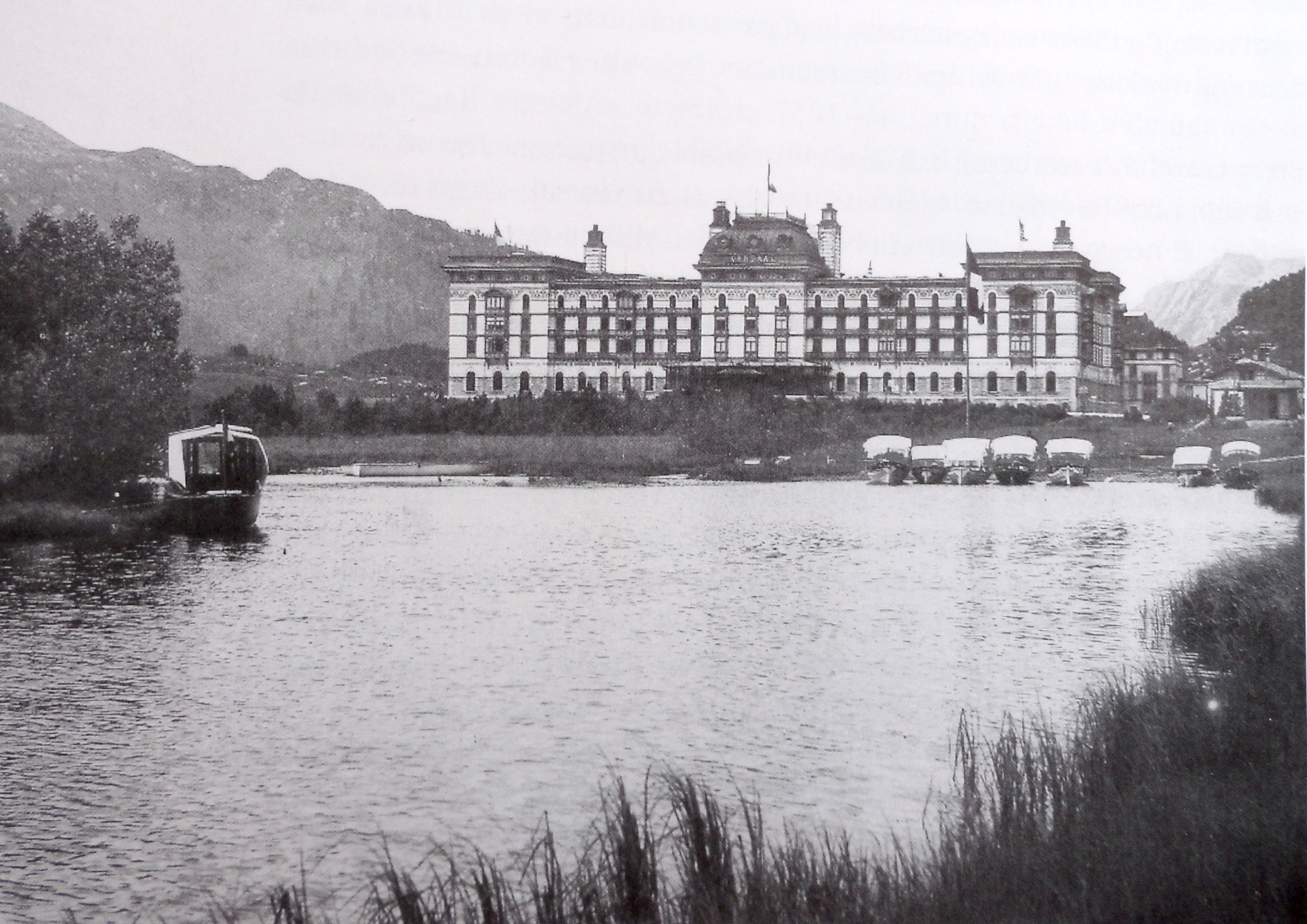
Maloja Palace circa 1900
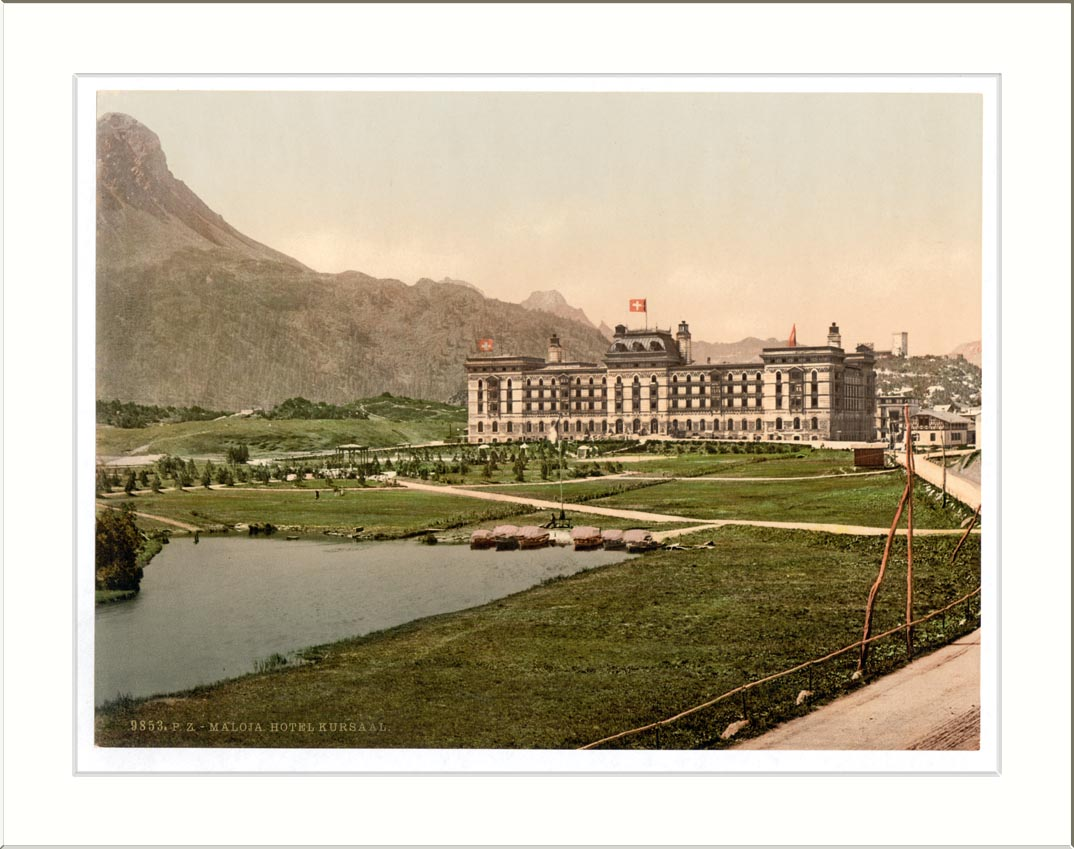
Maloja Palace Kursal
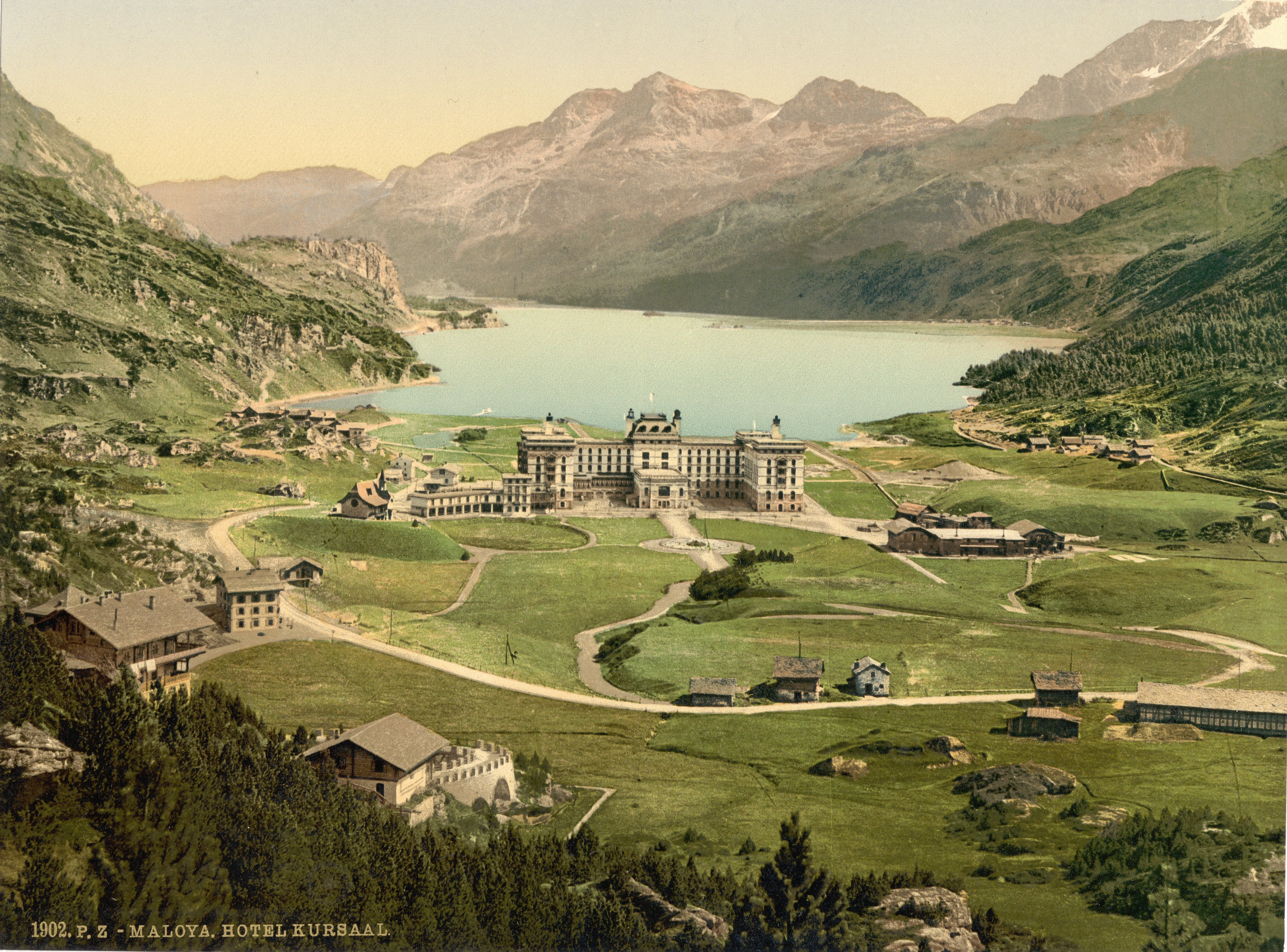
Maloja Palace Kursaal circa 1900